# Света Троица (Каменица)
„Света Троица“ е православен храм, разположен в Каменица, северния квартал на Велинград, България, част от Пловдивската епархия на Българската православна църква.

## История
Църквата е изградена в 1816 година в Каменица – единственото християнско село в Чепинската котловина – на мястото на малък вкопан каменен параклис без прозорци. Инициативата за построяване на по-голяма църква е на поп Ангел, а средствата и труда са на цялото население на селото. В архитектурно отношение църквата е трикорабна псевдобазилика с една апсида и двускатен покрив. Страничните кораби са отделени от централния с колонади от по четири масивни каменни колони. През 1869 година е изграден притвор с женска църква над него, отделена от наоса с дървена решетка.
В 1823 година в нея е открито първото килийно, а по-късно и светско училище в района. Първите учители са Илия Ждраков, Паун Гугалов, даскал Партений, даскал Никола Саев, който въвежда като учебник „Рибния буквар“, Георги Чолаков – Дядо Даскал, Сава Докторов, Стою Масларов.
В 1876 година в храма се заклеват участниците в Априлското въстание и църквата служи за укриване на оръжие на Каменишкия революционен комитет, ръководен от поп Топорчо (Илия Попатанасов).
В 1891 година, вече в Княжество България, е изградена камбанарията в северната част на църковния двор, като майстор е Атанас Ан. Козов от Пещера. Камбаните са дело на видния камбанолеар Димитър Велеганов от Банско. Първата малка камбана е от 1890 година, дар от Стою Малинов и синовете му Илия и Димитър, а втората по-голяма е от 1897 година и е с изображение на Възкресение Христово и от четирите страни по един от евангелистите.
В 1929 година църквата е електрифицирана, а в 1938 година е направен вътрешен ремонт. В 1939 година са изписани сводът на наоса, част от олтара и парапетът на балкона. Иконостасът и иконите са подменени с нов дървен, без дърворезба, дело на руснака, женен в Каменица, Александър Байков. Негово дело са и троновете в църквата, а иконите са изписани от Петър Джамджиев с помощта на Асен Дончев – и двамата от Пловдив. Стенописите в храма са довършени в 1952 година от видните дебърски майстори Христо Апостолов и Георги Исачев.
В 1954 година в храма е започната музейна сбирка.
- Стенописи на Христо Апостолов и Георги Исачев, 1952 г.
- Свети Апостол Тома
- Бог Саваот на тавана
- Херувим
- Св. св. Кирил и Методий
- Отсичане на главата на Свети Йоан Кръстител